# Klub Sportowy Developres Rzeszów 2014-2015
Questa voce raccoglie le informazioni riguardanti il Klub Sportowy Developres Rzeszów nelle competizioni ufficiali della stagione 2014-2015.

## Organigramma societario
Area direttiva
- Presidente: Rafał Mardoń

Area tecnica
- Allenatore: Marcin Wojtowicz
- Allenatore in seconda: Stanisław Pieczonka

## Rosa
| N° | Nome                  | Ruolo | Data di nascita   | Nazionalità sportiva |
| -- | --------------------- | ----- | ----------------- | -------------------- |
| 1  | Aleksandra Kazała     | S     | 12 luglio 1996    | Polonia              |
| 2  | Magdalena Olszówka    | S     | 14 settembre 1989 | Polonia              |
| 3  | Dominika Nowakowska   | C     | 25 maggio 1992    | Polonia              |
| 5  | Magdalena Hawryła     | C     | 1º gennaio 1989   | Polonia              |
| 6  | Katarzyna Warzocha    | C     | 20 febbraio 1989  | Polonia              |
| 7  | Ewa Śliwińska         | S     | 27 aprile 1993    | Polonia              |
| 8  | Adrianna Szady        | P     | 18 novembre 1991  | Polonia              |
| 9  | Paula Rauch           | S/O   | 25 febbraio 1989  | Polonia              |
| 10 | Karolina Filipowicz   | P     | 30 novembre 1988  | Polonia              |
| 11 | Paulina Głaz          | S     | 4 gennaio 1994    | Polonia              |
| 12 | Magdalena Jagodzińska | S     | 10 gennaio 1989   | Polonia              |
| 13 | Paulina Filipowicz    | L     | 18 aprile 1994    | Polonia              |
| 14 | Kinga Stronias        | S     | 22 aprile 1997    | Polonia              |
| 16 | Emilia Mucha          | S     | 7 dicembre 1993   | Polonia              |
| 18 | Lucyna Borek          | L     | 22 giugno 1987    | Polonia              |